# Усолье (Кировская область)
Усолье — опустевшая деревня в Слободском районе Кировской области в составе Озерницкого сельского поселения.

## География
Находится на левобережье реки Летка на расстоянии примерно 47 км на север-северо-запад от районного центра города Слободской.

## История
Известна была с 1891 года, в 1905 отмечено дворов 10 и жителей 79, в 1926 13 и 83, в 1950 17 и 32, в 1989 уже не оставалось постоянного населения .

## Население
Постоянное население  не было учтено как в 2002 году, так и в 2010.